# Vẹt Cuba
Vẹt Cuba (Amazona leucocephala) là một loài vẹt kích thước trung bình chủ yếu có màu xanh lá được tìm thấy trong rừng và rừng khô của Cuba, Bahamas và quần đảo Cayman tại vùng biển Caribbean.

## Mô tả

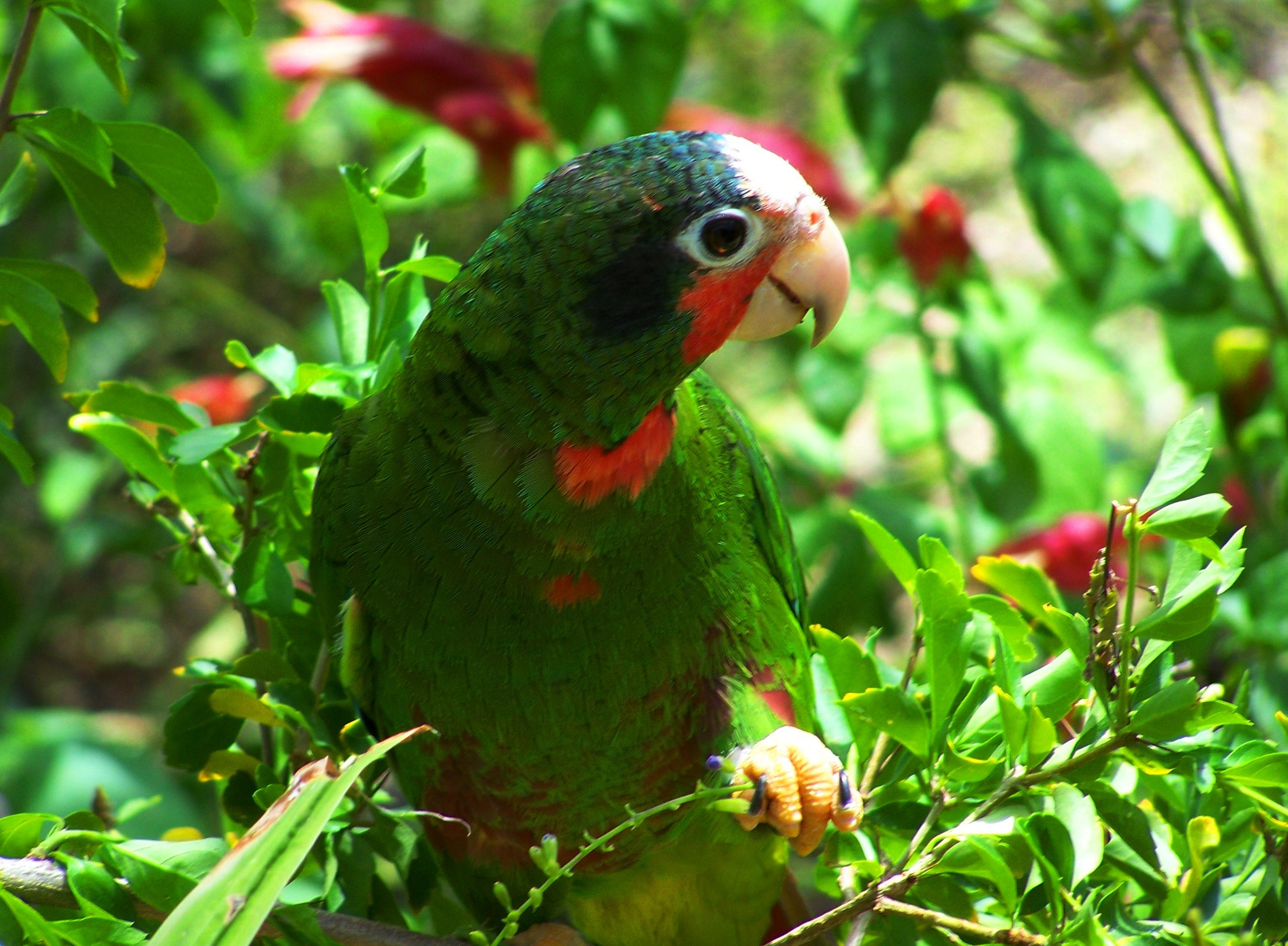
A. l. caymanensis trên đảo Grand Cayman

Vẹt Cuba là một loài vẹt kích thức trung bình dài 28–33 cm (11–13 in). Nó chủ yếu có màu xanh lá cây với một số lông màu xanh dương trên cánh của nó. Mặt dưới của nó, cằm và cổ họng là màu hồng hoa hồng, trán và vòng mắt thì có màu trắng. Mức độ nhiều màu trên đầu, mức độ màu hồng màu hồng trên ngực, và mức độ của màu đỏ đậm trên bụng khác nhau giữa các phân loài. Tròng đen có màu ô liu xanh, mỏ có màu sừng, và lông trên tai màu đen. Chân có màu hồng. Con chưa trưởng thành có ít hoặc không có màu đỏ trên bụng, và một số các lông trên đỉnh đầu có thể màu vàng nhạt chứ không phải màu trắng.

## Phân bố và môi trường sống

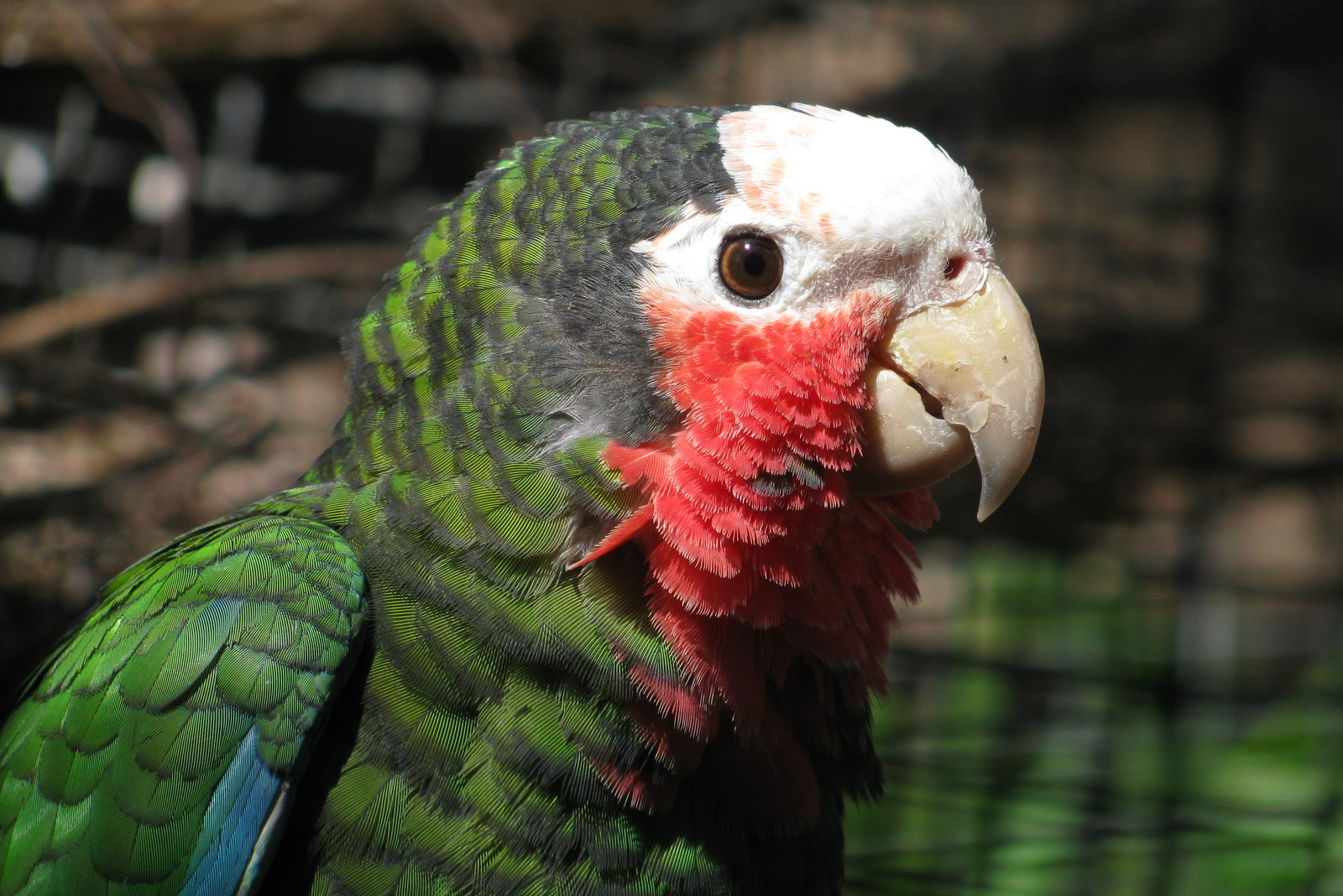
Ở Công viênPalmitos, Gran Canaria, Tây Ban Nha

Vẹt Cuba sống trong nhiều môi trường khác nhau trên các hòn đảo khác nhau. Nó đã từng tìm thấy trên khắp Cuba, nhưng hiện nay chủ yếu giới hạn trong các khu vực rừng đảo chính và Isla de la Juventud. Có khoảng 10.000 cá thể ở Cuba bao gồm khoảng 1,100-1,320 trên Isla de la Juventud.
Trên quần đảo Cayman Loài vẹt này sống ở rừng khô và trên đất nông nghiệp. Dân số tại Grand Cayman khoảng 3.400 cá thể (thống kê năm 2006), và dân số trên Cayman Brac bao gồm 400-500 cá thể. Dân số trên Little Cayman đã tuyệt chủng vào những năm 1940.
Dân số ước tính khoảng 3.550 cá thể trên Abaco và 6350 trên Inagua vào năm 2006. Dân số trên đảo Acklins và Crooked đã tuyệt chủng vào những năm 1940, trong khi đó, dựa trên hóa thạch và phát hiện khảo cổ học, nó cũng đã có mặt trên một số hòn đảo khác ở Bahamas (ví dụ, New Providence và San Salvador) và trên đảo Grand Turk. 